# Bellone (vitigno)
Il Bellone, o Cacchione, è un vitigno a bacca bianca tipico della zona compresa tra Aprilia, Anzio e Nettuno. Da esso scaturisce un vino molto forte spesso usato insieme al trebbiano ed alla malvasia per creare dell'ottimo vino da tavola.
Va servito freddo in accostamento con piatti a base di pesce.
Il cacchione di Nettuno ha avuto il riconoscimento DOP.